# تشارلز شارب
تشارلز شارب (6 سبتمبر 1851 - 25 يونيو 1935) (بالإنجليزية: Charles Sharpe)‏ هو لاعب كريكت بريطاني (وحمل سابقاً جنسية المملكة المتحدة لبريطانيا العظمى وأيرلندا).